# パム・ブラディ
パム・ブラディ（Pam Brady）は、アメリカ合衆国の脚本家、テレビプロデューサーである。トレイ・パーカーやマット・ストーンとの共作で知られる。

## キャリア
パム・ブラディは、20世紀フォックスでブライアン・グラーデンの下で働いているときに、パーカー、ストーン、そしてジェイソン・マクヒューと出会った。ブラディは、2人に彼らの学生映画『カンニバル! THE MUSICAL』のヴィークリーバージョンの制作を提案した。3人は Time Warped のアイデアを思いついた。Time Warped は製作されなかったが、パーカーとストーンはコメディ・セントラルで『サウスパーク』を作ると決め、ブラディを脚本家として雇った。彼女は同番組の「ガキンコ・ファイト・クラブ」（"Tweek vs. Craig"）の回の実写パートでは出演も果たしている。第4シーズンのころには番組を離れ、ハリウッド映画の脚本執筆やThe Loop の制作に係わっていたが、『チーム★アメリカ/ワールドポリス』で再度二人と組んだ。2010年6月には製作総指揮を務めたテレビアニメ Neighbors from Hell がTBSで放送された。

## 作品

### テレビ
- The John Larroquette Show (1993) 脚本
- サウスパーク South Park (1997–1999) 製作・脚本・出演・声の出演
- Just Shoot Me! (1999–2000) 脚本
- Go Fish (2001) 脚本
- The Loop (2006–2007) 脚本
- Neighbors from Hell| (2010) 脚本

### 映画
- サウスパーク/無修正映画版 South Park: Bigger, Longer & Uncut (1999) 脚本
- チーム★アメリカ/ワールドポリス Team America: World Police (2004) 脚本・製作
- ホット・ロッド/めざせ!不死身のスタントマン Hot Rod (2007) 脚本
- ロック・ミー・ハムレット! Hamlet 2 (2008) 製作総指揮・脚本
- ザ・バブル The Bubble (2022) 脚本